# Cardiff City Football Club
El Cardiff City Football Club és un club de futbol gal·lès, de la ciutat de Cardiff, a South Glamorgan. Va ser fundat l'any 1899 i actualment juga a la Football League Championship, la segona categoria anglesa.

## Escut
El primer escut usat pel Cardiff City, quan encara era conegut com a Riverside Football Club, tenia forma quadrada, i tres ratlles vermelles descrivint una piràmide sobre un fons groc.
Quan el club va canviar el seu nom l'any 1908 a Cardiff City Association Football Club va començar a usar com a escut el de la ciutat de Cardiff. El 1959 va aparèixer el primer escut propi del Cardiff City, tenia forma rodona amb el nom del club a la part superior, una oreneta de color blau en el centre i la llegenda The Bluebirds a la part inferior. El 1980 es va canviar el color blanc del fons pel groc.
L'any 1985 es va introduir un nou escut, amb el nom del club a la part superior i el sobrenom del club, Bluebirds, a la part inferior. Al centre apareixia l'oreneta blava sobre un fons blanc. L'escut va ser actualitzat uns anys després amb un disseny més elaborat, incorporant el Drac gal·lès i els narcisos de Gal·les a la part superior.
L'any 2003 es va produir un canvi radical, el Bluebird seguia apareixent al centre però ara ho feia sobre la Bandera de Sant David negra i groga, que havia guanyat popularitat com a símbol de la identitat nacional de Gal·les, i es va incloure el nou nom del club que havia perdut l'Association. L'any 2008, en una consulta entre els seguidors del club, es va decidir tornar a fer servir l'escut del 1985.

## Uniforme

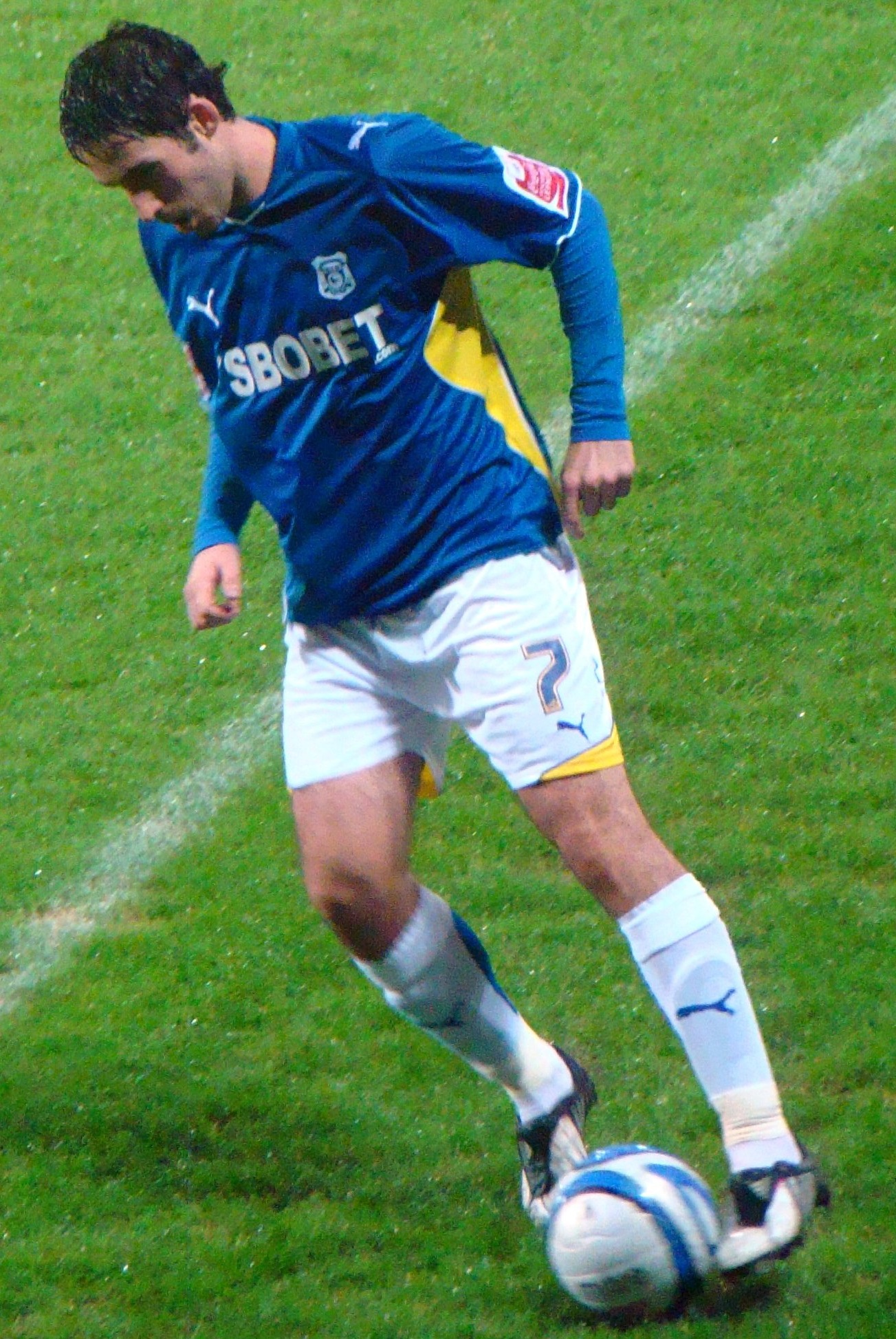
Peter Whittingham amb l'equipament usat en la temporada 2009/10

Quan el Riverside FC es va fundar el 1899 el club va començar a utilitzar una samarreta arlequinada marró xocolata i daurada. Des que el club va adoptar l'any 1908 el nom de Cardiff City FC els colors locals han consistit en una samarreta blava, pantalons blancs i calces blanques o blaves. Encara que entre 1908 i 1919 va usar calces de color negre. Entre 1926 i 1930 va fer servir una samarreta blau turquesa amb coll blanc. El 1936 el club va adoptar unes mànigues blanques que havia popularitzat l'Arsenal FC. En els 20 anys següents gairebé no hi va haver canvis en l'uniforme, només es va alternar entre les mànigues blanques i les blaves.
El 1959 el Cardiff City va usar les calces blanques per primera vegada en la seva història. El 1966 es va introduir per primera vegada una equipació completament blava i la temporada següent va tornar als pantalons i calces blanques. Entre 1975 i 1980 el Cardiff va jugar amb un uniforme completament blau, amb una samarreta amb una banda vertical blanca i una altra blava. Aquesta equipació va tenir una gran acollida entre els seguidors. L'any 1983 va tornar a la samarreta blava, pantalons blancs i calces blaves, que va usar fins al 1992 abans de tornar a l'equipació completa blava fins al 1996.
La segona equipació més usada pel Cardiff ha estat una samarreta blanca, pantalons blaus i calces blanques, però també s'han usat samarretes vermelles, negres o grogues, fins i tot una taronja durant una temporada. Des del 2008 el color groc s'ha fet popular entre l'afició i sempre és inclòs en alguna equipació. Durant els anys 1970 el Cardiff va usar una samarreta porpra amb detalls grocs.

## Estadi

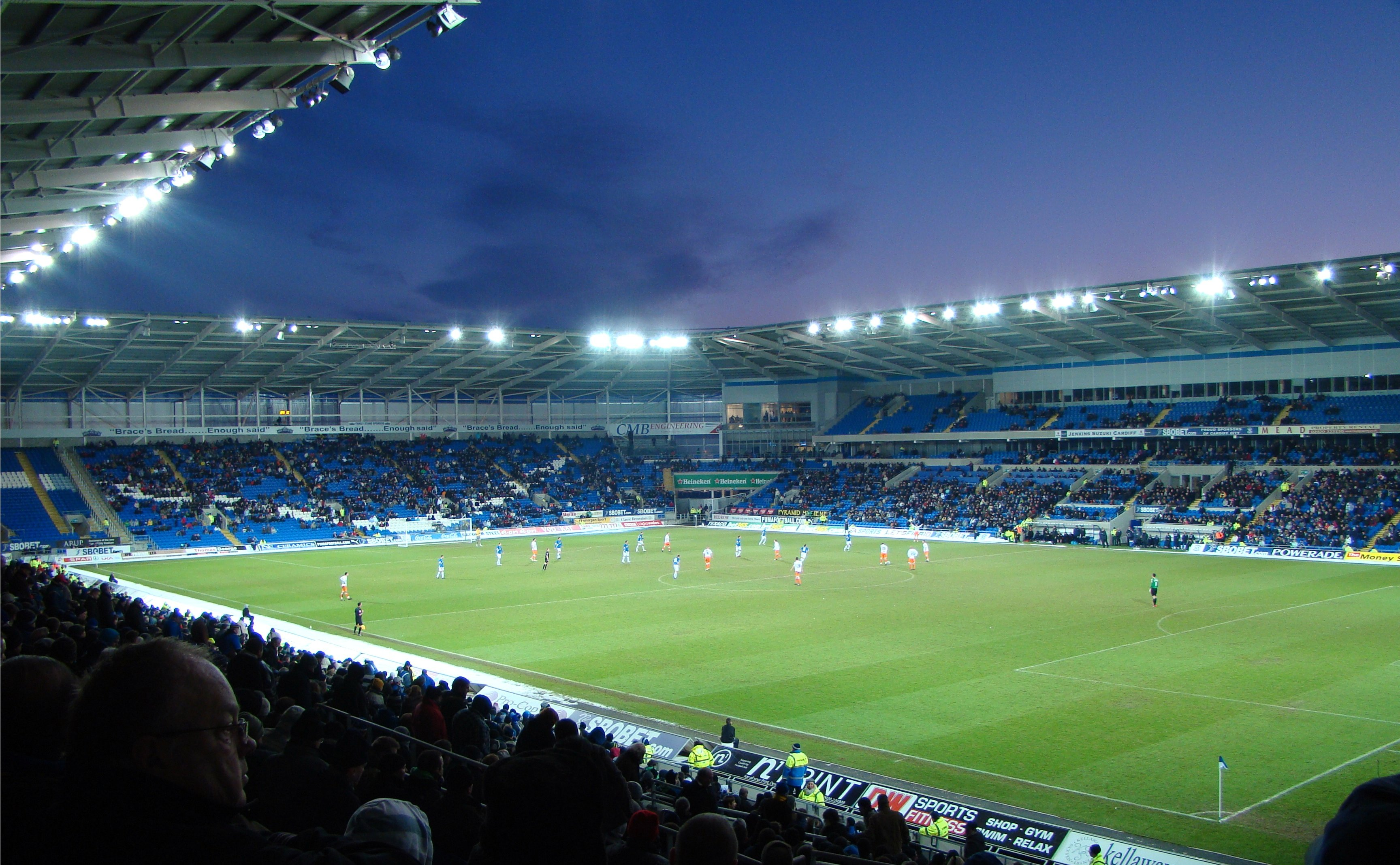
El Cardiff City Stadium en un partit de l'any 2010.

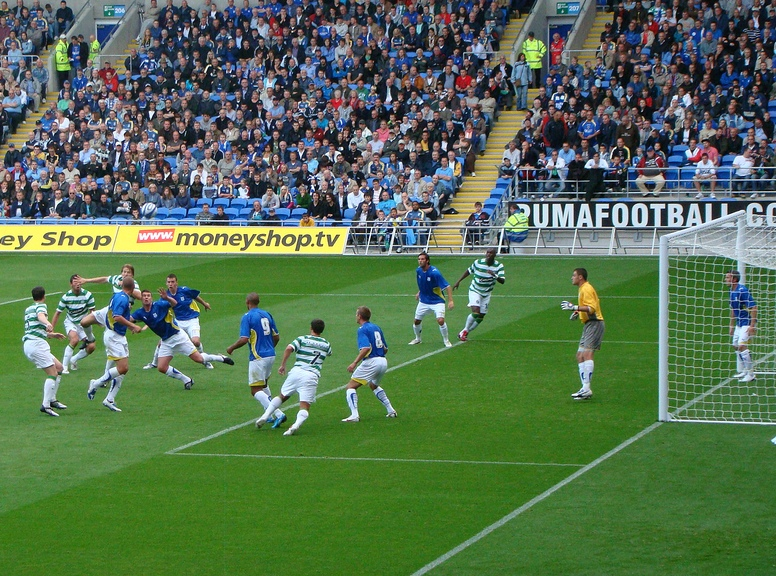
El partit inaugural de l'estadi entre el Cardiff City i el Celtic FC el 22 de juliol de 2009.

El primer estadi del Cardiff City estava situat a Sophia Gardens i va jugar allà des de la seva fundació, el 1899, fins al 1910 quan, a causa de la creixent afluència de públic i les pobres facilitats de l'estadi, Bartley Wilson va contactar amb Bute Estate per trobar un lloc on construir un nou estadi. Van acordar construir el nou camp a Sloper Road, a l'emplaçament d'un antic abocador, el que va requerir una gran quantitat de temps i treball condicionar la superfície per convertir-lo en un terreny de joc adequat. El treball es va dur a terme amb voluntaris i l'ajuda de la Cardiff Corporation. L'estadi havia de ser conegut en un principi com Sloper Park però després de la gran ajuda prestada per Lord Ninian Crichton-Stuart es va decidir batejar-lo com Ninian Park. L'estadi es va inaugurar l'1 de setembre de 1910 i en un principi només comptava amb una grada. El 1928 es va inaugurar una segona graderia, amb capacitat per a 18.000 espectadors, reemplaçant un terraplè de terra. El rècord d'espectadors del club al Ninian Park és de 57.893 espectadors, el 22 d'abril del 1953 en un partit de lliga contra l'Arsenal FC. Progressivament l'estadi va anar reduint la seva capacitat al llarg dels 70 i dels 80 fins a quedar reduïda als 22.000 espectadors. En el seu últim any d'ús era l'únic estadi per sobre de la Football League One que conservava zones sense seients.
L'any 2002 es va decidir construir un nou estadi per al club. L'any 2003 es va dir que el Cardiff City podria passar a jugar al Millennium Stadium, ja que no es veia viable dos estadis a Cardiff de més de 50.000 espectadors. Malgrat aquests rumors el 20 d'agost del 2003 els regidors de Cardiff van donar l'aprovat unànime a la construcció del nou estadi. No obstant això la mala situació financera del club va retardar l'inici de les obres fins al 21 de febrer del 2007.
Al juny del 2009 es va acabar la construcció del Cardiff City Stadium, un nou estadi amb capacitat per a 26.500 espectadors, al lloc de l'ara demolit Ninian Park.
El nou estadi es va inaugurar el 22 de juliol del 2009 en un amistós de pre-temporada contra el Celtic FC. Hi va haver dos amistosos jugats abans d'aquest partit durant aquesta pretemporada al nou estadi: un partit del Cardiff City Legends el 4 de juliol i un amistós contra el Chasetown FC el 10 de juliol. El primer partit de lliga es va jugar el 8 d'agost del 2009, una victòria per 4-0 davant del Scunthorpe United.

## Palmarès
- Copa d'Anglaterra (1): 1926-27
- Copa de Gal·les (22): 1911-12, 1919-20, 1921-22, 1922-23, 1926-27, 1927-28, 1929-30, 1955-56, 1958-59, 1963-64, 1964-65, 1966-67, 1967-68, 1968-69, 1969-70, 1970-71, 1972-73, 1973-74, 1975-76, 1987-88, 1991-92, 1992-93
- Football League Third Division South (1): 1946-47
- Football League Third Division (4a divisió) (1): 1992-93